# Victoria y Fama
Victoria y Fama es un grabado sobre cobre del artista renacentista veneciano Jacopo de'Barbari que data aproximadamente de 1498-1500.

## Historia
Aunque no lleva fecha, la obra se considera una de sus planchas de cobre más antiguas, sin duda grabada mientras Jacopo de' Barbari aun vivía en Venecia, antes de su partida a Núremberg.

## Análisis
Los historiadores creen que Jacopo de' Barbari se inspiró para las dos figuras una al lado de la otra, una de frente y la otra de espaldas, en Las cuatro brujas de Alberto Durero (1497). Otra referencia a Durero se percibe en la pequeña extensión de hierba delimitada por un tablón de madera nudosa (abajo a la derecha, que recuerda el banco de hierba representado por Durero tanto en La Sagrada Familia con una mariposa (c. 1495-1496) como en su La Virgen y el Niño con mono (c. 1498). El propio Durero había tomado prestado este motivo de Martin Schongauer, referencia que sin duda no desagradó a De'Barbari, él mismo muy marcado por las maneras del maestro renano, cuyos pliegues agitados y rotos adoptó también para el drapeado que cuelga del brazo de su Fama.